# Rajd San Remo 2012
Rajd San Remo 2012 (54. Rallye Sanremo) – 54 edycja rajdu samochodowego Rajd San Remo rozgrywanego we Włoszech. Rozgrywany był od 11 do 13 października 2012 roku. Była to dwunasta runda Intercontinental Rally Challenge w roku 2012. Składał się z 10 odcinków specjalnych.

## Zwycięzcy odcinków specjalnych[2]
| Dzień | OS   | Godzina | Nazwa           | Dystans  | Zwycięzca          | Czas    | Śr. pręd.  | Lider rajdu        |
| ----- | ---- | ------- | --------------- | -------- | ------------------ | ------- | ---------- | ------------------ |
| 1     | SS1  | 14:34   | Coldirodi       | 13.06 km | Giandomenico Basso | 8:40.2  | 90.4 km/h  | Giandomenico Basso |
| 1     | SS2  | 14:56   | Apricale        | 17.43 km | Jan Kopecky        | 12:39.6 | 82.6 km/h  | Giandomenico Basso |
| 1     | SS3  | 15:23   | Bignone         | 10.59 km | Giandomenico Basso | 7:18.2  | 87.0 km/h  | Giandomenico Basso |
| 1     | SS4  | 21:00   | Ronde           | 44.00 km | Giandomenico Basso | 30:20.4 | 87.0 km/h  | Giandomenico Basso |
| 2     | SS5  | 09:05   | Colle Langan 1  | 19.93 km | Giandomenico Basso | 13:26.9 | 88.9 km/h  | Giandomenico Basso |
| 2     | SS6  | 09:39   | Passo Teglia 1  | 18.80 km | Alessandro Perico  | 13:58.2 | 80.7 km/h  | Giandomenico Basso |
| 2     | SS7  | 10:33   | Colle d'Oggia 1 | 20.73 km | Giandomenico Basso | 12:25.1 | 100.2 km/h | Giandomenico Basso |
| 2     | SS8  | 13:52   | Colle Langan 2  | 19.93 km | Jan Kopecky        | 13:33.1 | 88.2 km/h  | Giandomenico Basso |
| 2     | SS9  | 14:26   | Passo Teglia 2  | 18.80 km | Jan Kopecky        | 13:54.6 | 81.1 km/h  | Giandomenico Basso |
| 2     | SS10 | 15:20   | Colle d'Oggia 2 | 20.73 km | Jan Kopecky        | 12:28.8 | 99.7 km/h  | Giandomenico Basso |

## Klasyfikacja rajdu
| Miejsce                | Kierowca               | Pilot                  | Samochód               | Czas                   | Strata                 |                        |
| Klasyfikacja generalna | Klasyfikacja generalna | Klasyfikacja generalna | Klasyfikacja generalna | Klasyfikacja generalna | Klasyfikacja generalna | Klasyfikacja generalna |
| ---------------------- | ---------------------- | ---------------------- | ---------------------- | ---------------------- | ---------------------- | ---------------------- |
| 1.                     | Giandomenico Basso     | Mitia Dotta            | Ford Fiesta RRC        | 2:19:03.6              | 0.0                    |                        |
| 2.                     | Jan Kopecky            | Pavel Dresler          | Škoda Fabia S2000      | 2:19:39.3              | +35.7                  |                        |
| 3.                     | Alessandro Perico      | Fabrizio Carrara       | Peugeot 207 S2000      | 2:21:17.3              | +2:13.7                |                        |
| 4.                     | Stefano Albertini      | Simone Scattolin       | Peugeot 207 S2000      | 2:22:11.9              | +3:08.3                |                        |
| 5.                     | Paolo Andreucci        | Ana Andreussi          | Peugeot 207 S2000      | 2:22:59.1              | +3:55.5                |                        |
| 6.                     | Craig Breen            | Paul Nagle             | Peugeot 207 S2000      | 2:24:03.8              | +5:00.2                |                        |
| 7.                     | Frigyes Turán          | Gábor Zsiros           | Ford Fiesta S2000      | 2:25:54.4              | +6:50.8                |                        |
| 8.                     | Simone Campedelli      | Danilo Fappani         | Citroën DS3 R3T        | 2:26:24.1              | +7:20.5                |                        |
| 9.                     | Pierre Campana         | Sabrina di Castelli    | Peugeot 207 S2000      | 2:27:10.6              | +8:07.0                |                        |
| 10.                    | Roberto Vescovi        | Giancarla Guzzi        | Renault Clio R3        | 2:27:22.5              | +8:18.9                |                        |